# 家六眼幽灵蛛
家六眼幽灵蛛（学名：Spermophora domestica）为幽灵蛛科六眼幽灵蛛属的动物。在中国大陆，分布于浙江、湖南等地。该物种的模式产地在浙江。